# 美國飲食

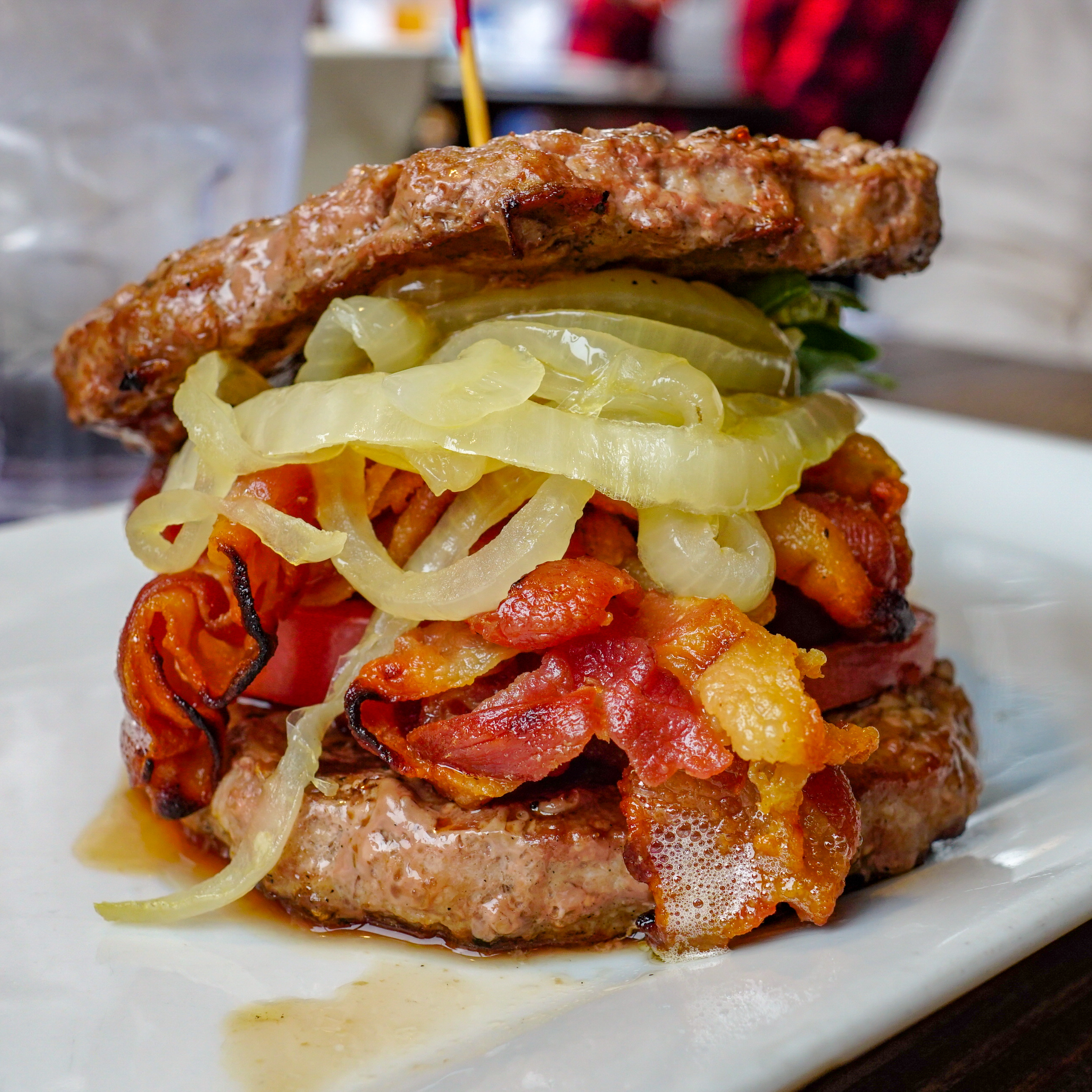
美國飲食

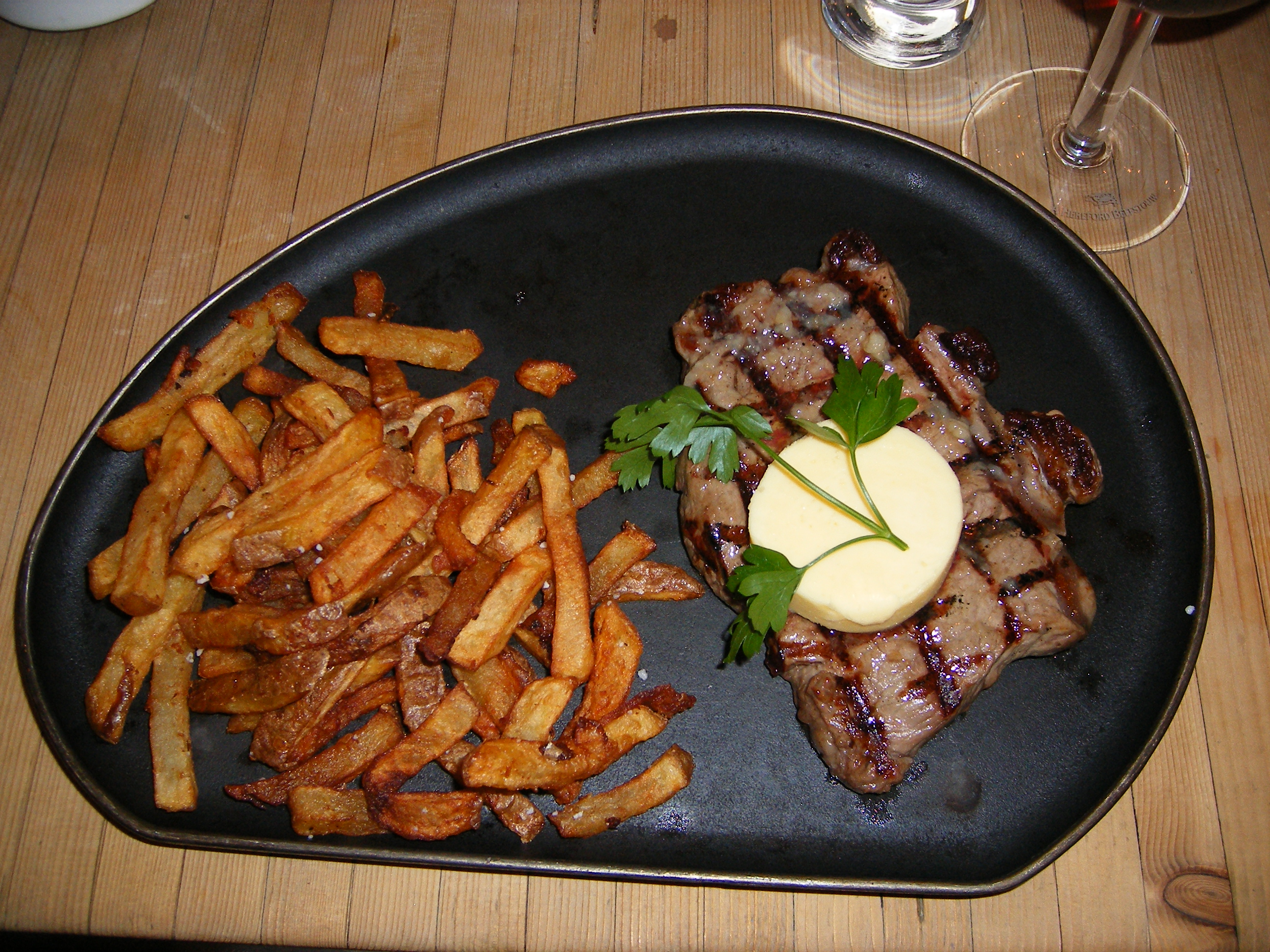
美國牛排套餐

美國飲食（英語：American cuisine）又稱美國菜，是美國的飲食文化反映出它的歷史。來自歐洲的殖民者引進了一批食材和烹飪風格，時間進入19世紀和20世紀以後，由於眾多外國移民的湧入，使得全美國各地展現出豐富的食物更加多樣性。

## 歷史
因是移民國家，美國的飲食文化基本是受歐洲人所影響。在歐洲人移居美國時，往往把歐洲的烹飪、食材帶到了美國。
因為早期大多數美國移民是英國或愛爾蘭裔，英式文化在美國菜中，一直佔主導地位。在十九世紀歐洲大陸大量移民，亦帶來了不少其他飲食文化元素。美國菜在吸收了歐洲大陸的烹飪精華後，逐漸形成自己獨特風格，另外在美國南方因為蓄奴的歷史，菜系深受非洲影響，西岸跟德州則曾為墨西哥領土，使其原本的歐風料理又融入拉丁美洲的風味。二次世界大戰後，美國菜也因亞裔人口增加開始受到亞洲菜系影響而出現一些獨特的菜色。

## 美国特色食物名單
| 苹果派       | 烤火雞         | 披萨餅           | 蟹肉餅 |
| 热狗         | 花生酱南瓜餅   | 沙朗牛排         | 漢堡   |
| 波士顿烘烤豆 | 水牛城辣雞翅   | 德克薩斯玉米沙律 | 幸運餅 |
| 冰淇淋       | 阿拉斯加鳕魚柳 | 密西根沙律       |        |
| 烤波士頓龙虾 | 烤加州龍蝦     | 周打蜆湯         |        |
| 火腿蛋鬆餅   | 美式雜燴       | 科布色拉         |        |

## 著名的美国厨师
- 巴比·福雷